# Злоупотребление кавычками
Злоупотребле́ние кавы́чками — гиперкорректная тенденция заключать в письменной речи слова, употреблённые в переносном значении, в кавычки.

Лев Успенский считал такое чрезмерное использование кавычек перестраховкой (мол, вдруг подумают, что автор сам употребляет подобные выражения), Дмитрий Быков — желанием дистанцироваться от употребляемых слов, Гасан Гусейнов считает, что злоупотребление кавычками — «результат идеологического вторжения в сознание».
Термин «злоупотребление кавычками» ввёл в оборот Б. С. Шварцкопф.
С первой публикации в 1967 году и вплоть до настоящего времени (2021 год) лингвисты, филологи, журналисты и писатели пытаются привлечь внимание как специалистов, так и широкой публики к проблеме злоупотребления кавычками.
Злоупотребление кавычками — первый признак графомана, застенчивого, но наглого. Дмитрий Быков